# Стосур, Саманта
Сама́нта Джейн Сто́сур (англ. Samantha Jane Stosur; род. 30 марта 1984, Брисбен) — австралийская профессиональная теннисистка; победительница одного турнира Большого шлема в одиночном разряде (Открытый чемпионат США-2011); финалистка одного турнира Большого шлема в одиночном разряде (Открытый чемпионат Франции-2010); победительница 37 турниров WTA (из них девять в одиночном разряде); бывшая четвёртая ракетка мира в одиночном разряде; победительница семи турниров Большого шлема в парном разряде (из них четыре в женском и три в смешанном парном разрядах); бывшая первая ракетка мира в парном разряде.

## Общая информация
Дед Стосур родом из Польши. Отца Саманты зовут Тони, мать — Дианой. Также у неё есть два брата — Доминик и Даниэль. В шестилетнем возрасте Сэм вместе с семьёй переехала из Голд-Коста в Аделаиду после того, как их дом был разрушен наводнением. Уже там, в столице Южной Австралии, она начала играть в теннис, когда родители подарили ей на рождество ракетку. Пока её родители работали в кафе, Сэм играла на местных кортах вместе со старшим братом Даниэлем, который впоследствии убедил родителей отвести Саманту на уроки тенниса.
В 14 лет австралийка поступает в Квинслендскую спортивную академию (QAS), затем в 2001 Сэм присоединяется к Австралийскому институту спортивных теннисных программ.
Тренируется под руководством бывшей австралийской теннисистки Ренне Стаббс, в разное время её тренерами были Джош Игл, Ник Уоткинс и Дэвид Тейлор.
Личная жизнь
13 июля 2020 года Стосур сообщила, что 16 июня её партнерша Лиз Астлинг родила дочь Женевьеву (Еву) и они стали родителями.

## Спортивная карьера

### Начало карьеры (первые титулы Большого шлема в паре и миксте)
Саманта провела свой первый взрослый турнир из цикла ITF в 1998 году в возрасте 14-ти лет. В январе 2000 года она отметилась в квалификации серии Большого шлема, получив уайлд-кард в отборочный раунды на попадание на Открытый чемпионат Австралии. 2001-й стал для Стосур первым годом больших успехов — было выиграно 10 титулов ITF (из них 4 в одиночном разряде). В январе 2002 года состоялся её дебют в основной сетке соревнований WTA — в первом раунде турнира в Голд-Косте ей удалось взять лишь 2 гейма у Анастасии Мыскиной. Затем он также получила уайлд-кард в основную сетку Открытого чемпионата Австралии, где проиграла в первом раунде. За тот сезон она смогла выиграть ещё пять парных титулов на турнирах из цикла ITF.
В 2003 году Саманте удалось наконец выиграть первый матч в основной сетке турнира WTA — она дошла до 3-го раунда на Открытого чемпионата Австралии, обыграв в первом раунде тогдашнюю № 37 в мире Кончиту Мартинес. Этот результат позволил Стосур войти в топ-200 одиночного рейтинга. В июле того же года она впервые удостоилась права сыграть сборную Австралии в розыгрыше Кубка Федерации. В матче за право остаться в мировой группе со сборной Колумбии Стосур открыла встречу игрой с лидером гостей — Фабиолой Сулуагой. Первый опыт оказался неудачным — поражение в трёх сетах.
На старте сезона 2004 года Саманта впервые дошла до полуфинала одиночного турнира WTA — в Голд-Косте (попутно переиграв 17-ю ракетку мира на тот момент, Меганн Шонесси). Мартовский четвертьфинал турнира в Акапулько и 3-й круг турнира 1-й категории в Индиан-Уэлсе позволили австралийке в апреле впервые попасть в топ-100 женского одиночного рейтинга. На Открытом чемпионате Франции она впервые квалифицируется в «основу» турнира Большого шлема напрямую, без отбора. Эти успехи позволяют Стосур попасть в австралийскую олимпийскую команду, но её участие в турнире ограничилось 2 матчами — по одному в одиночном и парном турнирах. Несколько выходов из квалификации во второй-третий круг позволили австралийке завершить год на 65-м месте в рейтинге. В конце года она впервые вышла в финал парного турнира WTA — в Квебеке её дуэт с Элс Калленс уступил в финале паре Карли Галликсон и Мария-Эмилия Салерни.
Стосур в 2005 году удался отличный старт: она дважды добралась до одиночных финалов турниров WTA перед Открытым чемпионатом Австралии — в Голд-Косте её останавила Патти Шнидер, а в Сиднее — Алисия Молик (причём тот финал стал возможен в том числе и потому, что Линдсей Дэвенпорт, тогдашний № 1, и Елена Дементьева, шестая в рейтинге, не вышли на свои матчи в 1/4 и 1/2 финала). Эти результаты позволили Стосур стать № 45 в мире. В парном разряде также, благодаря снятию соперниц с игр в решающих раундах она смогла выиграть дебютный титул в Туре все в том же Сиднее (в дуэте с Брианн Стюарт). В дальнейшем выступления в одиночном разряде стали отходить на второй план, будучи заслонёнными пошедшими вверх результатами в паре. На Открытом чемпионате Австралии Саманта выиграла свой первый титул Большого шлема и удалось это сделать в миксте, где она сыграла в команде со Скоттом Дрейпером. В апреле Стосур в паре с Брианн Стюарт выиграла титул на турнире в Амелия-Айленде (по ходу обыграны сильные пары Реймонд и Стаббс, Асагоэ и Среботник и Пешке и Шнидер). Сотрудничество со Стюарт закончилось летом полуфиналами в Бирмингеме, Истборне и Уимблдоне. После Уимблдона Стосур смогла подняться в топ-20 парного рейтинга.
Вторую часть сезона 2005 года Стосур стала выступать в партнёрстве с Лизой Реймонд, которая до конца Уимблдона играла в паре с Ренне Стаббс. Первые три турнира Реймонд и Стосур провели без каких-либо успехов, а затем, сыгравшись, их дуэт выдал четырнадцатиматчевую победную серию, которая включила в себя титул в том числе на Открытом чемпионате США (также титулы в Нью-Хэйвене и Люксембурге. До конца года им удалось отметится ещё титулом на турнире в Москве, полуфиналом в Цюрихе и финалом в Филадельфии. Вся эта череда успехов позволила Лизе и Саманте отобраться на Итоговый турнир в Лос-Анджелесе, где им не нашлось равных — в полуфинале побеждена испанская пара Мартинес и Руано Паскуаль, а в финале (третий раз за четыре встречи на этой стадии в том году) обыгран дуэт Блэк и Стаббс. Сезон 21-летняя австралийка закончила второй ракеткой мира в парном рейтинге. Также ей удалось провести хороший сезон в миксте — с четырьмя разными партнёрами удалось 4 раза дойти до четвертьфиналов и выше, включая дебютный титул в Австралии.

### 2006—2008 (титулы на Ролан Гаррос и Уимблдоне, № 1 в парном рейтинге и болезнь Лайма)

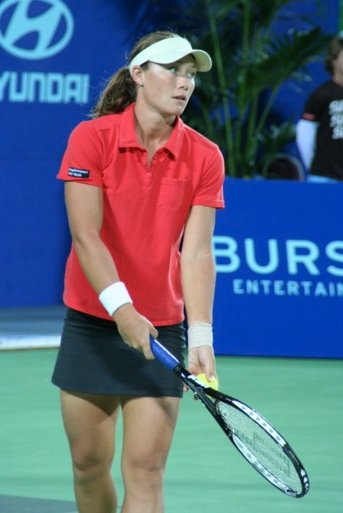
Стосур на Кубке Хопмана 2006 года

В начале 2006 года Стосур привлекли играть за команду Австралии на Кубке Хопмана. Хотя ей и удалось выиграть все одиночные матчи, но этого хватило лишь на одну победу в матчевой встрече и, как итог, австралийки поделили ещё с двумя командами второе место в группе. На первом в сезоне Большом шлеме в Мельбурне Стосур удалось дойти до четвёртого круга (переиграв по ходу одну из сеянных — Ану Иванович). В четвёртом круге она уступила вернувшейся в тур Мартине Хингис. В парном разряде в Австралии в сотрудничестве с Реймонд ей удалось добраться до финала и полуфинала в миксте с Полом Хенли. Затем в феврале Стосур удалось дойти до четвертьфинала турнира 1-й категории в Токио в одиночках и выиграть его с Реймонд в парах. Этот титул позволил Саманте впервые возглавить женскую парную классификацию. Реймонд и Стосур в итоге выдали новую серию без поражений — на протяжении 18 матчей. Включая победу в Токио они выиграли подряд четыре турнира, причём три — первой категории (ещё в Индиан-Уэлсе и Майами). Одиночные выступления в этот период не принесли каких либо успехов — 3 суммарно выигранных матча за 5 турниров.
Начавшийся в апреле 2006 года грунтовой отрезок сезона был ознаменован для Реймонд и Стосур титулом в Чарлстоне. В мае в одиночном разряде Саманта в третий раз в карьере вышла в финал турнира WTA, однако в решающем матче пражского турнира её обыграла Шахар Пеер и Стосур вновь не смогла выиграть первый одиночный титул в Туре. Этот результат позволил австралийке подняться в топ-50 в одиночках. На Открытом чемпионате Франции Реймонд и Стосур смогли добиться успеха и взяли уже второй совместный Большой Шлем в парах. В финале Ролан Гаррос они переиграли Даниэлу Гантухову и Ай Сугияму со счётом 6-3, 6-2. Травяной отрезок сезона прошёл без заметных результатов. В августе на харде она смогла выйти в четвертьфинал в Станфорде, третий круг в Лос-Анджелесе (впервые обыграна теннисистка из топ-10 — Линдсей Дэвенпорт) и полуфинал в одиночках (в качестве «Лаки-лузера»), что позволило Сэм попасть в топ-30, и финал в парах в Нью-Хэйвене. Реймонд и Стосур не смогли защитить титул на Открытом чемпионате США — в полуфинале путь был преграждён парой Сафина и Среботник.
До конца 2006 года Реймонд и Стосур выиграли ещё четыре титула. В октябре они первенствовали на турнирах 2-й категории в Штутгарте и Линце, а в ноябре турнир 3-1 категории в Хасселте. Итоговый турнир, как и год назад, удалось выиграть, причём в финале у тех же соперниц. В одиночном разряде результаты были скромнее в этот период и Стосур отметилась максимум в четвертьфинале в Линце. В одиночках она закончила год 29-й. В парном разряде она уверенно почти весь сезон возглавляла рейтинг и завершила его первой ракеткой мира совместно с Реймонд.
В 2007 году в одиночных турнирах стабильные более менее стабильные результаты позволяют Стосур держаться в топ-30. В Австралии она впервые посеяна на турнире Большого шлема, а в парном разряде с Реймонд удалось дойти до полуфинала. В феврале в Токио их дуэт одержал победу, а в одиночках Саманта вышла в четвертьфинал. Далее в марте Реймонд и Стосур второй год подряд выиграли американскую связку крупных турниров в Индиан-Уэлсе и Майами. В апреле Саманта после 61 недели подряд на вершине парного рейтинга опустилась на второе место, а рейтинг единолично возглавила её постоянная партнёрша Реймонд. В мае их дуэт выиграл ещё один турнир 1-й категории в Берлине. На турнире в Риме Стосур в личном матче смогла обыграть № 4 в мире Амели Моресмо и прошла в третий раунд. На Ролан Гаррос она впервые вышла в третий раунд в одиночках, а в парном разряде, защищая титул, с Реймонд добралась до полуфинала, где их остановила пара Среботник и Сугияма.
После Ролан Гаррос Стосур сыграла лишь 4 турнира и позволил одержать лишь 1 победу в одиночках. В парном разряде Реймонд и Стосур выиграли титул в Истборне (после него Саманте долго не удавалось выиграть ничего) и полуфинал на Уимблдоне (снова поражение от пары Среботник и Сугияма). У австралийской теннисистки во время Уимблдона стали проявляться симптомы болезни Лайма, что повлияло на спад спортивной формы. Сезон закончился для неё после Открытого чемпионата США.
Восстановиться и вернуться на корт после болезни Лайма Стосур смогла лишь в апреле 2008 года, будучи к тому моменту уже в середине второй сотни рейтинга. Вхождение в соревновательный ритм решено было начать на крупных турнирах младшего цикла ITF. Пары турниров оказалось достаточно и с Рима Саманта снова играла только турниры WTA. В июне в Истборне она отметилась в полуфинале, пройдя Моресмо и Возняцки. На Уимблдонском турнире Стосур достигла сразу двух финалов в разных парных разрядах. В женской паре со своей постоянной партнёршей Лизой Реймонд она выбила с турнира в полуфинале первых номеров посева Кару Блэк и Лизель Хубер — 6-3, 6-3, а затем в финале они сыграли против Винус и Серены Уильямс и проиграли со счётом 2-6, 2-6. В миксте удалось уже выиграть Уимблдон (вместе с Бобом Брайаном), переиграв в финале Катарину Среботник и Майка Брайана — 7-5, 6-4.
В июле 2008 года Стосур в качестве лаки-лузера дошла до четвертьфинала в Станфорде, пройдя Звонарёву, и вернулась в топ-100. В августе на Олимпийских играх в Пекине она проиграла во втором раунде Серене Уильямс. Также она выступила в соревнованиях пар совместно с Ренне Стаббс. На Открытом чемпионате США Реймонд и Стосур второй раз в сезоне сыграли в решающем матче за титул Большого шлема. В финале они проиграли первым номерам посева Каре Блэк и Лизель Хубер — 3-6, 6-7(6). До конца года Стосур удалось также отметится финалом в Сеуле и четвертьфиналом в Токио. Несмотря на все проблемы начала года, к концу сезона Стосур обосновывается на 52-й строчке одиночного рейтинга. В парном разряде Реймонд и Стосур занесли в свой актив финал на ещё одном турнире в Токио, но это не позволило отобраться на Итоговый турнир сезона. В парном рейтинге Саманта завершила год на 14-й месте. По окончании сезона закончилось сотрудничество с Лизой Реймонд.

### 2009—2011 (успехи в одиночном разряде: финал на Ролан Гаррос и титул в США, № 4 в мире)

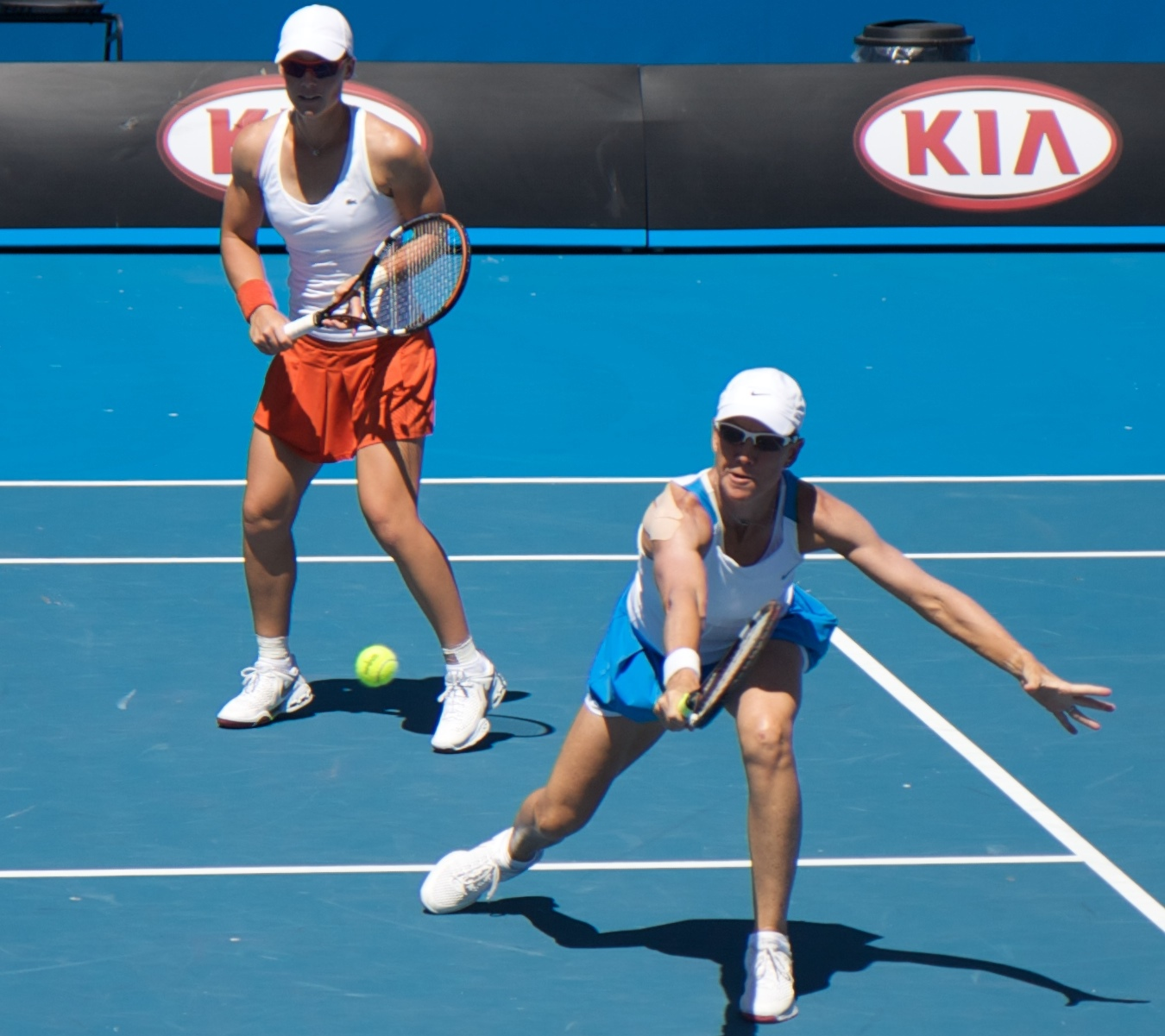
Стосур (слева) с партнёршей по паре Ренне Стаббс на Открытом чемпионате Австралии 2009 года

С 2009 года Стосур возвращает хорошую форму и качественно улучшает одиночные результаты. В парном разряде с этого сезона она начала сотрудничество на постоянной основе с другой лучшей парной теннисисткой из Австралии — Ренне Стаббс. На Открытом чемпионате Австралии Саманта доиграла до третьего раунда, как в одиночке (проиграла Елене Дементьевой), так и в парах. В феврале Стаббс и Стосур вышли в парный полуфинал турнира в Дубае. Мартовский отрезок на харде ознаменовался выходом Саманты в четвертьфинал крупного турнира в Майами, где она обыграла вторую ракетку мира Динару Сафину в третьем раунде, а затем победила Амели Моресмо и уступила Виктории Азаренко. В грунтовой части сезона перед Ролан Гаррос была одержана лишь одна победа (над Агнешкой Радваньской) за три турнира, а в парном разряде добыт один полуфинал в Мадриде. Неожиданно на Открытом чемпионате Франции Стосур смогла доиграть до первого в карьере индивидуального полуфинала Большого шлема, что позволило ей подняться в топ-20. В июне 2009 года на траве в Истборне Стаббс и Стосур вышли в первый совместный финал, а затем повторили это и на Уимблдонском турнире, пройдя сильные пары Кузнецова и Моресмо и Медина Гарригес и Руано Паскуаль). Во втором для себя парном финале Уимблдона Саманта вновь не смогла взять титул, проиграв все тем же соперницам — сёстрам Уильямс — 6-7(4), 4-6. В одиночном турнире Уимблдона Стосур доиграла до третьего раунда, а в миксте удалось дойти до четвертьфинала.
Возвращение на хард в июле 2009 года ознаменовалось новым всплеском результатов — в Станфорде, пройдя, в том числе, Доминику Цибулкову и Серену Уильямс, она дошла до полуфинала, уступив там Марион Бартоли. Затем удалось дойти до финала в Лос-Анджелесе (пройдя Иванович и Чжэн Цзе), где пришлось уступить Флавии Пеннетте. После этого удалось дойти до четвертьфинала в Торонто (по сравнению с Открытым чемпионатом Франции сложилась зеркальная ситуация — обыграна Кузнецова, но проигран матч Дементьевой, причём опять обыгравшая её россиянка выиграла турнир). Также на кортах в Канаде в паре со Стаббс она отметилась финалом (уступили испанкамЛьягостере Вивес и Мартинес Санчес). На Открытом чемпионате США Стаббс и Стосур доиграли до полуфинала (уступили первой паре мира — Блэк и Хубер). В октябре Саманте удалось, наконец, выиграть первый одиночный турнир WTA в карьере. Произошло это на турнире в Сеуле, где в финале была обыграна Франческа Скьявоне. Год завершился в одиночном разряде «турниром чемпионок» на Бали, где поражение от Мартинес Санчес не позволило побороться за место в полуфинале. В парном разряде Стаббс и Стосур удалось отобраться на Итоговый турнир, на котором последовало поражение в полуфинале от всё тех же Льягостеры Вивес и Мартинес Санчес. Сезон в одиночном разряде закончился для Саманты на 13-й, а в паре на 7-й позиции в рейтинге.
Предпринятая на старте сезона вторая попытка взять Кубок Хопмана закончилась точно также — второе место в группе, однако на этот раз Стосур выиграла лишь один одиночный матч. В этом сезоне она продолжила успехи в одиночном разряде. Пару решено было играть только на самых крупных турнирах, но выступала она в парах только до конца Уимблдона, а потом только в одиночном разряде. Удалось договориться о дуэте с Надеждой Петровой и их первый опыт закончился поражением на старте Открытого чемпионата Австралии. В одиночном разряде в Мельбурне она впервые доиграла до четвёртого раунда, где уступила итоговой чемпионке того турнира Серене Уильямс. В феврале Саманта была призвана под знамёна сборной на матч Кубка Федерации со сборной Испании. Стосур выиграла три матча (в паре помогла Ренне Стаббс) и австралийки вышли в плей-офф Мировой группы турнира. Затем на турнире в Дубае она вышла в полуфинал в парах в альянсе с Петровой. В марте на турнире в Индиан-Уэлсе Петрова и Стосур дошли до финала, где проиграли чешско-словенской паре Пешке и Среботник. В одиночном разряде ей удалось хорошо выступить и дойти до полуфинала, что позволило Стосур стать восьмой теннисисткой из Австралии, достигшей топ-10 одиночного рейтинга. Затем в Майами она смогла взять реванш у Елены Янкович (за поражение в 1/2 Индиан-Уэлсе) и пройти в 1/4 финала. В парном разряде с Петровой её ждал вновь финал, который завершился поражением от пары Хисела Дулко и Флавия Пеннетта (8-й проигранный парный финал подряд для Саманты).
Грунтовую часть сезона 2010 Стосур провела на высоком уровне. Начала она с выигрыша второго одиночного титула в карьере — на Премьер-турнире в Чарлстоне. Затем был визит в Харьков на матч Кубка Федерации против сборной Украины. Команда хозяек, ослабленная травмой Катерины Бондаренко и не лучшей спортивной формой её сестры Алёны не смогла ничего поделать против команды гостей — 0-5 (и 2 победы Саманты). Победная серия австралийки прервалась на следующем турнире в Штутгарте — относительно легко пройдя до финала, она проиграла в нём Жюстин Энен — 4-6, 6-2, 1-6. В рейтинге Стосур впервые поднялась на восьмое место. В мае на турнире в Мадриде Стосур дошла до четвертьфинала и накануне Ролан Гаррос поднялась на 7-ю строчку в рейтинге.
На парижском турнире Большого шлема Стосур удалось в четвёртом круге она обыграть Жюстин Энен, которая не знала поражений на этом турнире 24 матча и взяла с 2005 по 2007 год три титула, после этого австралийка обыграла Серену Уильямс (первая победа над действующей первой ракеткой мира) и Елену Янкович и вышла в свой первый одиночный финал на турнирах Большого шлема. Она стала первой австралийской теннисисткой в финале Большого шлема в одиночном разряде с 1980 года. Опыт оказался неудачным — Стосур так и не смогла подстроиться под игру Франчески Скьявоне и проиграла итальянке в двух сетах.
| Стадия  | Соперница (посев)        | Рейтинг | Счёт           |
| 1 раунд | Симона Халеп (Q)         | 114     | 7-5 6-1        |
| 2 раунд | Россана де лос Риос      | 102     | 4-6 6-1 6-0    |
| 3 раунд | Анастасия Пивоварова (Q) | 187     | 6-3 6-2        |
| 4 раунд | Жюстин Энен (22)         | 23      | 2-6 6-1 6-4    |
| 1/4     | Серена Уильямс (1)       | 1       | 6-2 6-7(2) 8-6 |
| 1/2     | Елена Янкович (4)        | 4       | 6-1 6-2        |
| Финал   | Франческа Скьявоне (17)  | 17      | 4-6 6-7(2)     |

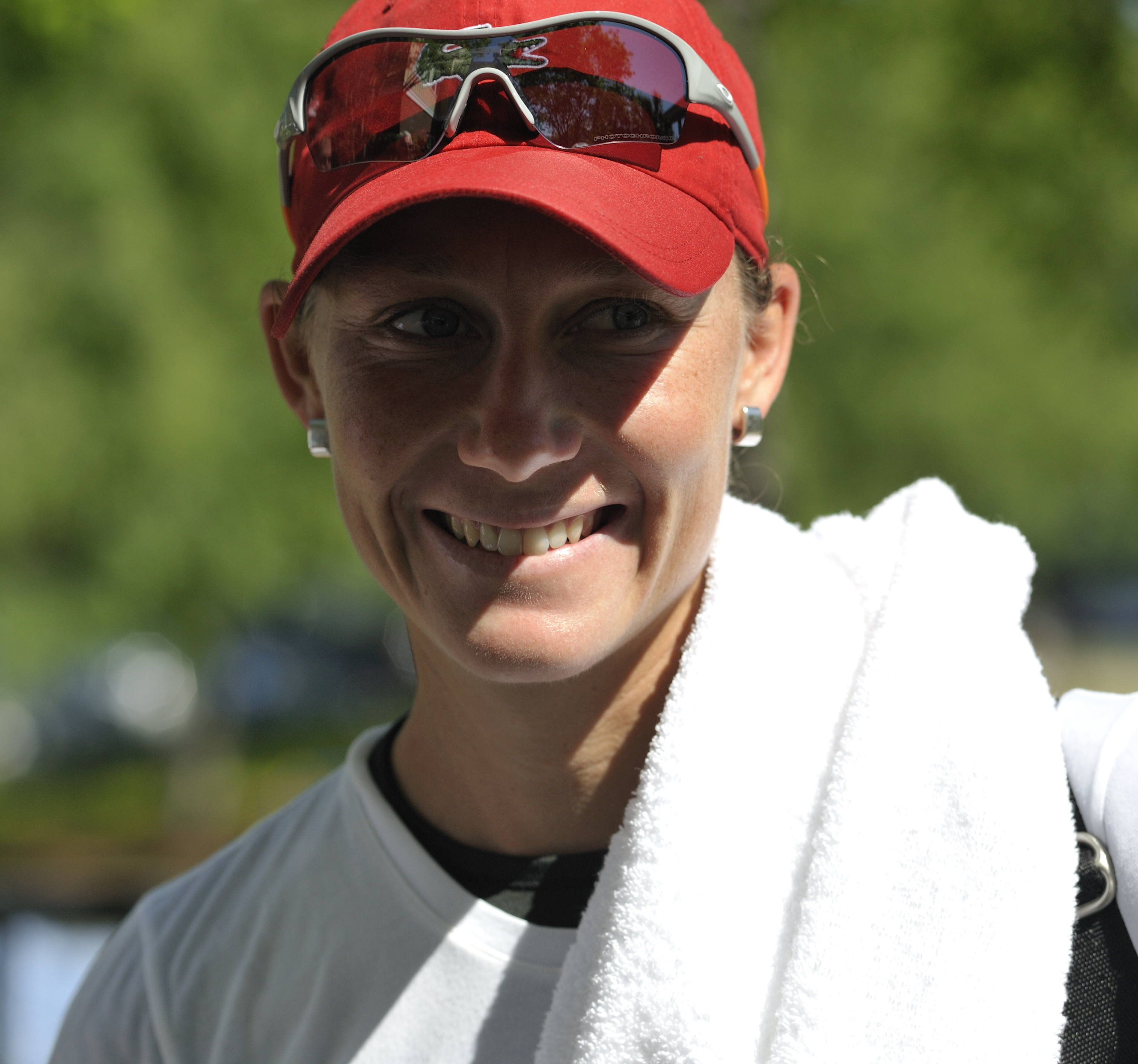
Стосур в 2011 году

Накануне Уимблдона Саманта отметилась в полуфинале премьер-турнира в Истборне, где проиграла Екатерине Макаровой. На самом Стосур уступила в первом круге, проиграв эстонской теннисистке Кайе Канепи, которая пробилась в основную сетку турнира через квалификацию. В одиночном рейтинге она поднялась на пятую строчку. В конце июля на соревнованиях в Станфорде Саманта дошла до полуфинала, где уступила будущей победительнице турнира Виктории Азаренко. Затем она вышла в четвертьфинал в Сан-Диего, где уступила итальянке Флавии Пеннетте. После матча она жаловалась на боли в руке. После дополнительного обследования Стосур отказалась от планов участия в двух турнирах категории Премьер 5 в августе. На Открытом чемпионате США Саманта выиграла несколько непростых матчей и, в итоге, добралась до четвертьфинала, где в трёх сетах уступила будущей победительнице турнира Ким Клейстерс. В конце сезона Саманта дошла до полуфинала Итогового турнира в Дохе, обыграв по ходу действующую первую ракетку мира Каролину Возняцки и свою обидчицу по финалу Ролан Гаррос — Франческу Скьявоне. Прервала путь австралийки на турнире будущая победительница турнира — бельгийка Ким Клейстерс. Год Стосур завершила на 6-й строчке.
Старт сезона 2011 года прошёл без особых успехов — в догрунтовой период австралийка максимум добралась до третьего раунда Большого шлема в Мельбурне, четвертьфинала в Дубае и четвёртого раунда в Майами, а также дважды в борьбе проиграла в первом круге Кубка Федерации. В феврале, однако, она смогла подняться на самую высокую в карьере — 4-ю строчку одиночного рейтинга. В апреле на грунте в Штутгарте Стосур дошла до полуфинала (обыграв 3-ю ракетку мира Веру Звонарёву), а также выиграла первый за четыре года титул в парном разряде совместно с Сабиной Лисицки. В мае Стосур доиграла до финала турнира серии Премьер 5 в Риме, обыграв в том числе двух будущих финалисток Ролан Гаррос (Франческу Скьявоне и Ли На). В финале она уступила Марии Шараповой — 2-6, 4-6. Само же первенство Франции не удалось — матч третьего круга с аргентинкой Хиселой Дулко завершился трёхсетовым поражением. В июне в начале травяного отрезка сезона Стосур вышла в полуфинал турнира в Истборне и завершила матч 1/4 финала очередной победой над Звонарёвой. На Уимблдоне она проиграла уже в первом раунде Мелинде Цинк, но зато преуспела в парном разряде, где совместно с Сабиной Лисицки смогла дойти до финала. В решающем матче они проиграли Квете Пешке и Катарине Среботник —
3-6, 1-6. Это была уже третья попытка выиграть парный финал Уимблдона, которая вновь завершилась неудачей.
Подготовительный к Открытому чемпионату США хардовый отрезок сезона состоял из трёх турниров: после не слишком удачного старта серии в Станфорде, Саманта добралась до финала на турнире в Торонто (в полуфинале прервала девятиматчевую победную серию Агнешки Радваньской и проиграла Серене Уильямс) и вышла в четвертьфинал в Цинциннати (оба раза в третьем раунде была обыграна чемпионка Ролан Гаррос Ли На). Сам же Открытый чемпионат США завершился для Стосур триумфально. Она смогла взять свой первый одиночный Большой шлем, обыграв в финале трёхкратную чемпионку турнира Серену Уильямс и отдав ей лишь пять геймов. Впервые с 1980 года теннисистка из Австралии смогла выиграть Большой шлем в одиночном разряде.
| Стадия  | Соперница (посев)    | Рейтинг | Счёт              |
| 1 раунд | София Арвидссон      | 67      | 6-2 6-3           |
| 2 раунд | Коко Вандевеге       | 112     | 6-3 6-4           |
| 3 раунд | Надежда Петрова (24) | 30      | 7-6(5) 6-7(5) 7-5 |
| 4 раунд | Мария Кириленко (25) | 29      | 6-2 6-7(15) 6-3   |
| 1/4     | Вера Звонарёва (2)   | 2       | 6-3 6-3           |
| 1/2     | Анжелика Кербер      | 92      | 6-3 2-6 6-2       |
| Финал   | Серена Уильямс (28)  | 27      | 6-2 6-3           |

На финише сезона 2011 года Стосур отметилась финалом на соревнованиях в Осаке и полуфиналом на Итоговом турнире, на котором она смогла обыграть в группе № 6 в мире Скьявоне и первую ракетку мира Возняцки. Второй сезон подряд она финишировала на шестом месте в мировом рейтинге.

### 2012—2014 (полуфинал на Ролан Гаррос и титул Уимблдона в миксте)

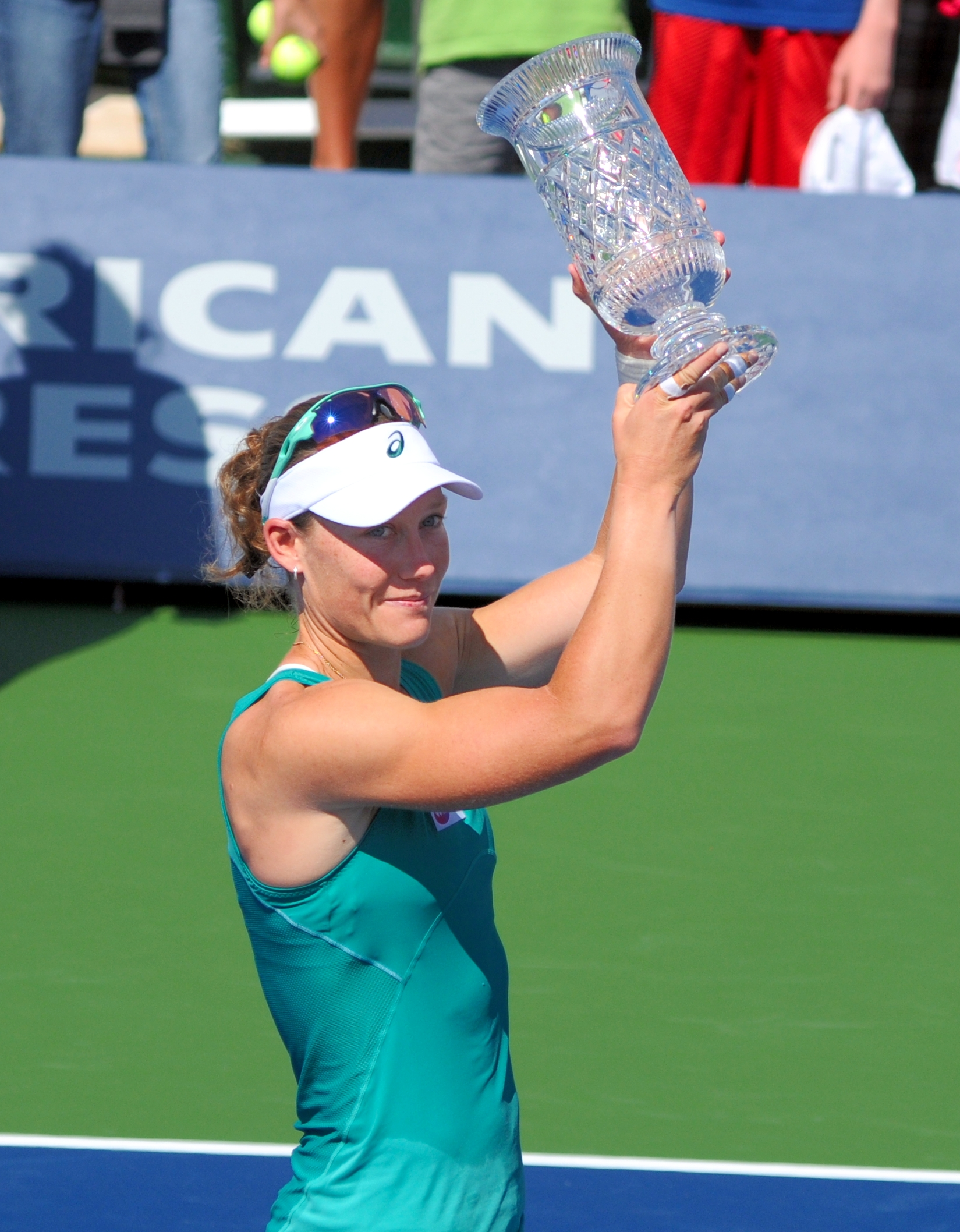
Стосур с главным призом турнира в Карлсбаде 2013 года

Начало сезона-2012 прошло не слишком удачно: за зимне-весенний хардовый отрезок календаря Саманта лишь дважды выиграла в рамках одного турнира более одного матча: дойдя до финала в турнира в Дохе и четвёртого круга в Майами. Также два матча она выиграла в начале февраля в рамках матча Кубка Федерации против Швейцарии. C переходом на грунт результаты стали улучшаться: в апреле австралийка вышла в полуфинал в Чарлстоне (здесь впервые за пять матчей была обыграна Винус Уильямс), а затем помогла своей сборной вернуться в мировую группу Кубка Федерации, выиграв оба своих матча во встрече с немками. Следом, во время европейского грунтового сезона, Стосур добилась четвертьфиналов на соревнованиях в Штутгарте и Мадриде, а также вышла в полуфинал Ролан Гаррос.
На травяной отрезок сезона-2012 вновь пришёлся спад формы: ни на разминочных соревнованиях, ни на Уимблдоне с Олимпиадой в Лондоне она ни в одном из разрядов не смогла пройти дальше второго круга, уступая не самым статусным оппоненткам. К летне-осеннему хардовому сезону кризис был преодолён и Саманта вновь стала постепенно возвращаться к своей лучшей форме: на Открытом чемпионате США она добралась до четвертьфинала, уступив в затяжном поединке Виктории Азаренко. В осенней части сезон Стосур дошла до полуфиналов турниров в Токио и Осаке, а также пробилась в финал соревнования в Москве. Этот всплеск результатов позволил ей отобраться на основной Итоговый турнир в качестве запасной, а позже сыграть там пару матчей из-за отказа Петры Квитовой. По итогам года она стала 9-й ракеткой мира.
Через год некоторое падение результатов продолжилось: Стосур за год выиграла лишь пять матчей на турнирах Большого шлема, а также была не слишком удачлива на старших турнирах премьер-серии, но на небольших турнирах добилась за сезон сразу четырёх финалов, завоевав два титула. Первые в сезоне четвертьфиналы Стосур вышла в феврале на турнирах в Дохе и Дубае. Также в 1/4 финала она вышла в марте на крупном турнире в Индиан-Уэлсе, но не вышла на этот матч из-за травмы. В грунтовой части сезона Саманта лучше всего себя проявила на турнире серии Премьер 5 в Риме, где вышла в 1/4 финала, а на Ролан Гаррос и Уимблдоне она завершила выступления в третьем раунде. Первые успехи пришли с началом американской хардовой части сезона. В начале августа Стосур взяла титул на турнире в Карлсбаде, обыграв двух теннисисток из топ-10 подряд (в 1/2 финала Агнешку Радваньскую, а в финале Викторию Азаренко). Лучшую игру австралийка показала под конец сезона. В октябре она выиграла турнир в Осаке, обыграв в финале Эжени Бушар. Через неделю она сыграла в финале Премьер-турнира в Москве, но на этот раз проиграла Симоне Халеп. Парные соревнования в сезоне долгое время игрались без особых успехов, но в Осаке и Москве она напомнила о своём потенциальном уровне: с разными партнёршами добравшись до финалов данных турниров. Завершила сезон Стосур выходом в финал на турнире чемпионок в Софии, в котором уступила Симоне Халеп. В итоговом рейтинге Саманта опустилась на 18-ю строчку.
С 2014 года Стосур сменила тренера: Дэвид Тейлор покинул тренерский штаб соотечественницы, а на его смену пришёл Майлз Маклаган. На старте сезона она сыграла на турнире в Хобарте и смогла там выйти в полуфинал. Австралийский чемпионат завершился для Саманты проигрышем в третьем раунде Ане Иванович. На Ролан Гаррос она выступила ненамного лучше, пройдя в четвёртый раунд. На Уимблдоне ей удалось выиграть титул в соревновании смешанных пар в команде с Ненадом Зимоничем. В августе Стосур во второй раз в сезоне смогла выйти в полуфинал — на турнире в Нью-Хэйвене. В октябре на крупном турнире в соревнования в Пекине она также смогла доиграть до полуфинала, а затем защитила титул на турнире в Осаке. По итогам 2014 года австралийка впервые за шесть сезонов оказалась вне топ-20.

### 2015—2017 (полуфинал на Ролан Гаррос и 9-й титул WTA)

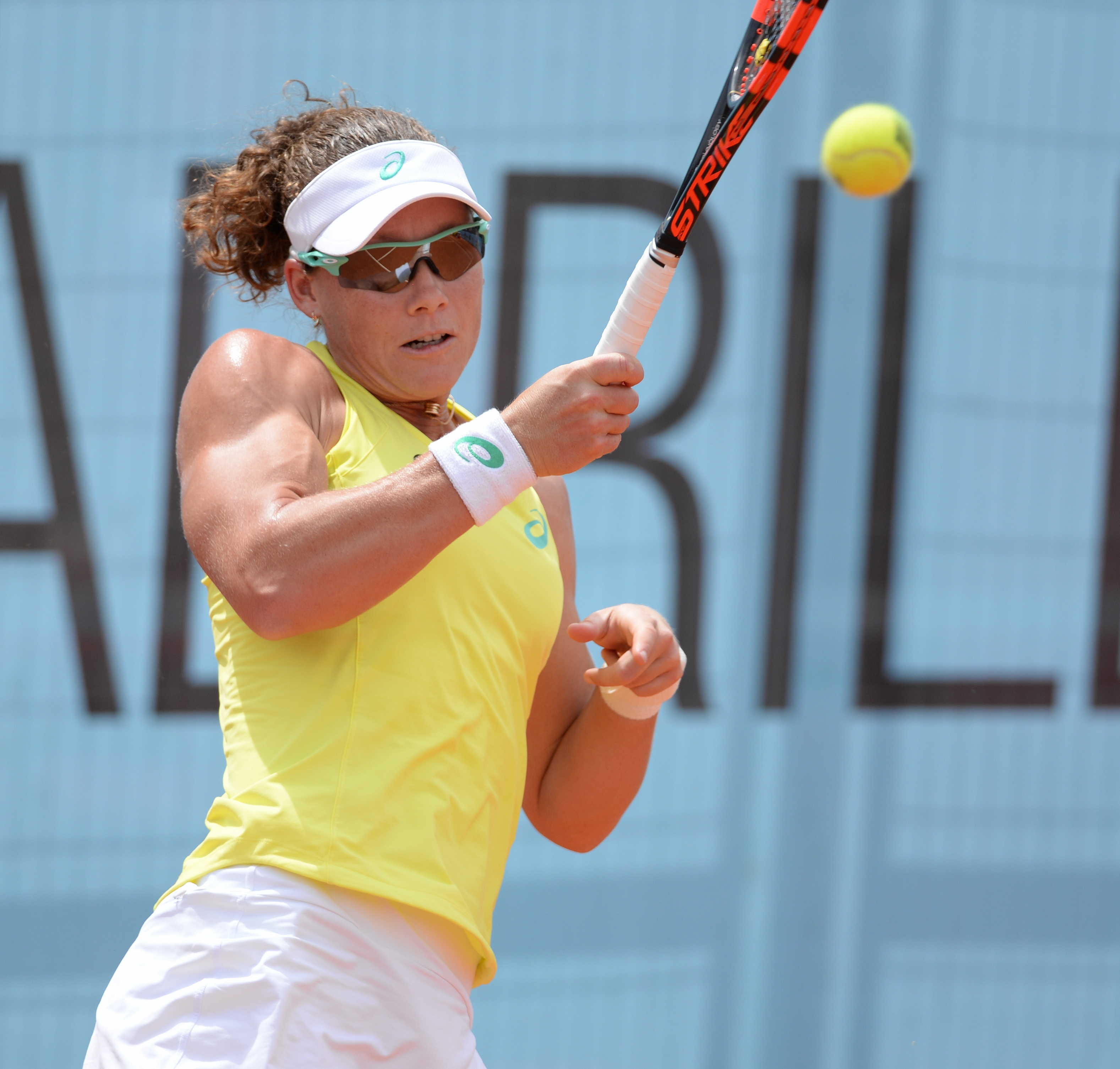
Стосур на турнире в Мадриде 2015 года

Стосур неважно начала 2015 год, вылетая на ранних стадиях турниров. Первый раз две победы подряд в сезоне она смогла одержать только в мае на турнире в Мадриде, но и там не прошла дальше третьего раунда. Всплеск произошёл перед Ролан Гаррос, когда она смогла стать победительницей турнира в Страсбурге, обыграв в 1/2 финала Слоан Стивенс, а в финале Кристину Младенович. На Открытом чемпионате Франции в третьем раунде она пропустила дальше Марию Шарапову. Поражением в третьем раунде от Коко Вандевеге завершился и Уимблдонский турнир. В июле Стосур выиграла второй титул в сезона, став чемпионкой грунтового турнира в Бадгастайне. В финале она переиграла Карин Кнапп из Италии. В начале августа на харде в Вашингтоне Саманта смогла выйти в полуфинал. На Открытом чемпионате США она пробилась в четвёртый раунд, где проиграла чемпионке того турнира Флавии Пеннетте. На последнем в сезоне турнире в Гонконге Стосур вышла в полуфинал, что стало лучшим результатом осени для неё.
На старте 2016 года Стосур добилась одного выхода в четвертьфинал — на турнире в Сиднее. В марте в Индиан-Уэлсе ей удалось выиграть два матча и выйти в четвёртый раунд. Лучше дела обстояли в грунтовой части сезона. На небольшом турнире в Праге она смогла выйти в финал, уступив только Луции Шафаржовой. Затем она доиграла до полуфинала крупного турнира в Мадриде, где её разгромила Симона Халеп. На Открытом чемпионате Франции Стосур смогла взять реванш у Шафаржовой, обыграв её в третьем раунде, и неожиданно также взяла реванш у Халеп в матче четвёртого раунда. После победы в 1/4 финала над Цветаной Пиронковой австралийская теннисистка в четвёртый раз в карьере смогла выйти в полуфинал, но второго финала в Париже добиться не получилось — здесь она проиграла Гарбиньи Мугурусе. Олимпийские игры в Рио-де-Жанейро стали уже четвёртыми в карьере 32-летней австралийки. Здесь она впервые доиграла до третьего раунда в одиночном разряде, уступив Анжелике Кербер, а в парных соревнованиях проиграла в первом же раунде.
На Открытом чемпионате Австралии 2017 года Стосур в миксте с Сэмюэлем Гротом смогла доиграть до полуфинала. В феврале она дважды сыграла в 1/4 финала: на турнире в Тайбэе, а затем на Премьер-турнире в Дохе. В марте она сыграла в четвёртом раунде турнира в Майами. В конце мая, после двухгодового перерыва, Саманте удалось выиграть свой очередной трофей турнира серии WTA (9-й по счёту). В Страсбурге (Франция) в финале она сыграла против своей соотечественницы Дарьи Гаврилова. В сложном трехсетовом противостоянии Саманта одержала победу (5-7, 6-4, 6-3). На Открытом чемпионате Франции она добралась до четвёртого раунда, где проиграла главной сенсации и победительницы того турнира Елене Остапенко. Уимблдон и Открытый чемпионат США Стосур была вынуждена пропустить. В концовке сезона она лишь раз доиграла до четвертьфинала — на турнире в Гонконге. Всего Саманта провела 41 матч в одиночном разряде и выиграла 22 из них. Это позволила ей остаться в 50 лучших спортсменках мирового рейтинг WTA.

### 2018—2023 (два титула Большого шлема в парах, завершение карьеры)

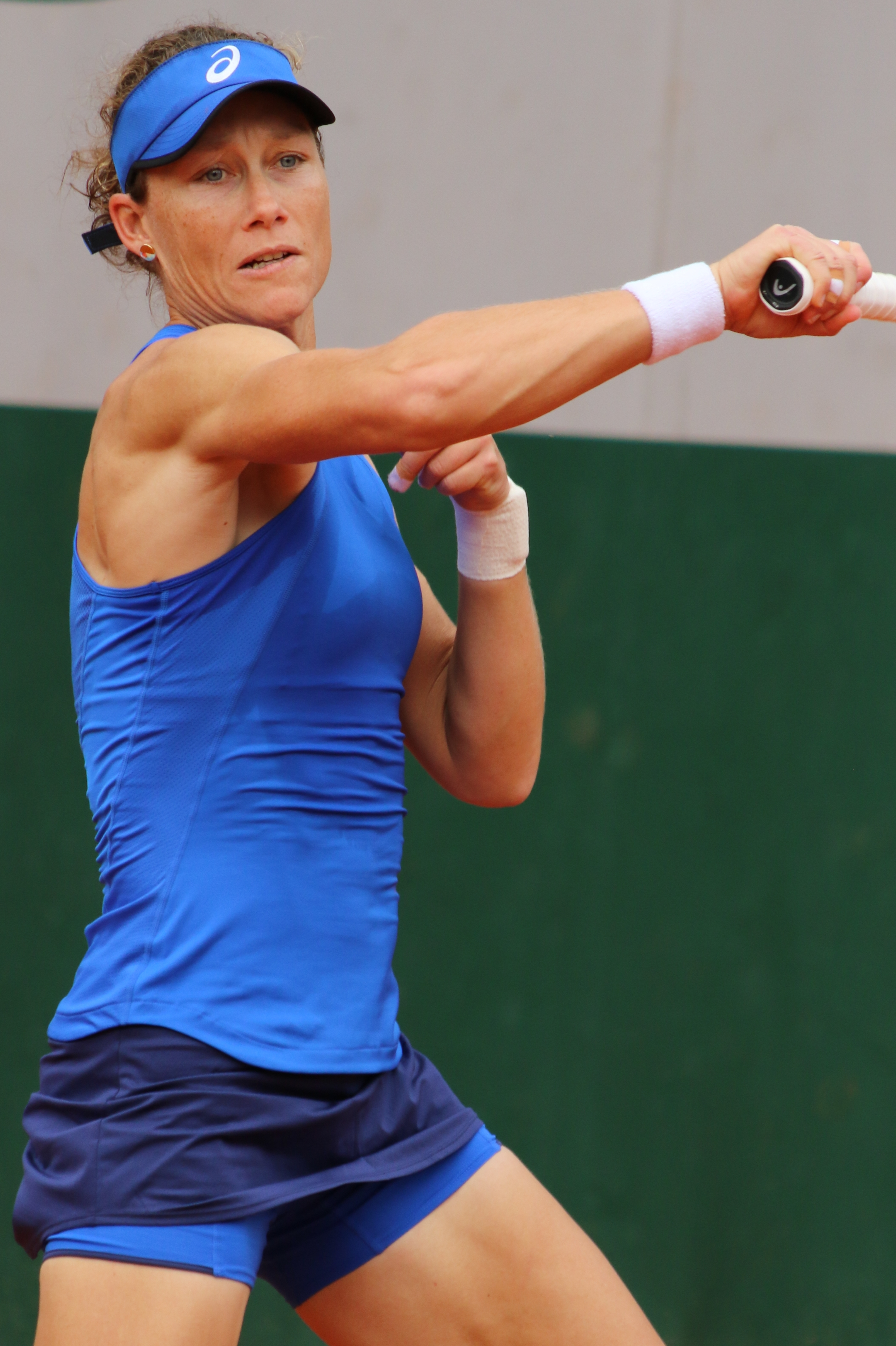
Стосур на Ролан Гаррос 2019 года

В 2018 году продолжается постепенное ухудшение результатов возрастной австралийки и она теряет место в топ-50 одиночного рейтинга. Первого четвертьфинала в сезоне она достигла только в мае на турнире в Праге. В конце месяца она вышла в эту же стадию в Страсбурге, а на Открытом чемпионате Франции доиграла до третьего раунда. В июне на траве турнира на Мальорке Стосур впервые в сезоне вышла в полуфинал. Летом она ещё один раз вышла в 1/4 финала на грунте в Гштаде. В этом сезоне на крупных турнирах в парном разряде Стосур стала играть с китаянкой Чжан Шуай и она смогла с ней вновь показать хорошие результаты в парном теннисе. Сыгравание происходило достаточно долго, но к концу сезона они стали показывать неплохую игру. На Открытом чемпионате США Стосур и Чжан смогли дойти до полуфинала, а в октябре они выиграли первый совместный турнир — в Гонконге, обыграв в финале четвёртых сеянных Сюко Аояма и Лидию Морозову со счётом 6-4, 6-4.
На Открытом чемпионате Австралии 2019 года Саманта Стосур и Чжан Шуай стали победителями турнира. Они на пути к титулу смогли обыграть первых номеров посева в 1/4 финала Барбору Крейчикову и Катерину Синякову и вторых номеров посева Тимею Бабош и Кристину Младенович в финале. Для Стосур эта победа означала, что на каждом из четырёх турниров Большого шлема она смогла выиграть титул, хотя бы в одном из трёх разрядов. В марте Стосур и Чжан смогли выйти в парный финал престижного турнира в Майами, но в борьбе за титул проиграли Элизе Мертенс и Арине Соболенко — 6-7(5), 2-6. На Открытом чемпионате Франции они доиграли до четвертьфинала. Эти успехи позволили Стосур вернуться на позиции в топ-20 парного рейтинга, но в одиночном разряде слабые результаты отбросили её за пределы первой сотни в одиночном рейтинге. Первого четвертьфинала в сезона она достигла в июле на небольшом турнире в Лозанне.
На Открытом чемпионате США 2019 года Саманта лучше всего проявила себя в миксте, где с Радживом Рамом попала в полуфинал. В сентябре она напомнила о себе в одиночном разряде выходом в финал турнира в Гуанчжоу, в котором проиграла более молодой американке Софии Кенин — 7-6(4), 4-6, 2-6. В конце сезона Стосур и Чжан сыграли на главном Итоговом турнире в парах. Они смогли выйти из группы, выиграв два матча из трёх, но в полуфинале они проиграли паре Бабош Младенович на решающем тай-брейке. Также в этом сезоне, как и в почти все предыдущее, Стосур привлекалась для игр за сборную Австралии в Кубке Федерации. В апреле она сыграла в полуфинале против сборной Беларуси и неудачно сыграла личные встречи, обе проиграв. Однако в решающей парной встрече она смогла принести победное очко своей команде в альянсе с Эшли Барти. В первом для себя финале главного командного турнира в женском теннисе Стосур со своей командой сыграла против сборной Франции. На этот раз ей доверили только один, но решающий, парный матч. Барти и Стосур не смогли обыграть Каролин Гарсию и Кристину Младенович — 4-6, 3-6. Австралия в первом финале с 1993 года проиграла и не смогла впервые с 1974 года стать обладателем Кубка Федерации.
Неполный сезон 2020 года Стосур сыграла только часть до паузы из-за пандемии коронавируса. Вернувшись к выступлениям в 2021 году Стосур на Открытом чемпионате Австралии осталась в шаге от титула в миксте, пройдя в финал в дуэте с Мэттью Эбденом. После турниров в Австралии она сделала паузу до июня. В августе на пятой для себя Олимпиаде, которая прошла в Токио Стосур проиграла в первом раунде в одиночном разряде, а в парном разряде с Эллен Перес остановилась в четвертьфинале. Главными достижениями этого сезона стали для австралийки выступления в парном разряде совместно с Чжан Шуай. На турнире WTA 1000 в Цинциннати им удалось в борьбе дойти до финала, где, переиграв Габриэлу Дабровски и Луизу Стефани, они взяли титул. На Открытом чемпионате США Стосур и Чжан сыграли блестяще и на пути к финалу не проиграли ни одного сета. В решающем матче они в трёх сетах смогли одолеть более молодую пару из США Кори Гауфф и Кэти Макнейли. Для пары Стосур и Чжан этот титул стал вторым совместным на турнирах серии Большого шлема. На Итоговом турнире в конце сезона они выиграли один матч в группе и не смогли выйти в полуфинал.
В 2022 году Стосур сыграла последние матчи в карьере в одиночном разряде, выступив в сезоне на трёх одиночных турнирах. В парном разряде она играла регулярно до Открытого чемпионата США, максимально доигрывая до полуфиналов. В июле на Уимблдонском турнире Стосур смогла доиграть до финала в миксте в дуэте с Мэттью Эбденом, но австралийская пара проиграла Дезире Кравчик и Нилу Скупски со счётом 4-6, 3-6. В концовке 2022 года Стосур сыграла за сборную в финале за Кубок Билли Джин Кинг. Австралийки проиграли обе одиночные игры и кубок достался Швейцарии. В 2023 году Стосур завершила карьеру, сыграв последние матчи на Открытом чемпионате Австралии, где она проиграла в первом раунде в женских парах и миксте.

### Сборная и национальные турниры
Первый матч за сборную Австралии в розыгрыше Кубка Федерации Стосур сыграла в 2003 году. С тех пор почти ежегодно, кроме 2008, 2017 и 2021 года, Саманта привлекается в сборную. Всего ей было проведено 49 матчей в одиночном и 11 в парном разрядах (29 побед и 20 поражений в одиночках и 10 побед и 1 поражение в парах). В 2009, 2010 годах австралийка выиграла в рамках турнира 12 матчей подряд, что позволило сборной в этот период выйти из региональной зоны в мировую группу и постепенно закрепиться в её первом дивизионе. В 2019 году она со сборной впервые сыграла в финале, но они в решающий момент проиграли Франции. В 2022 году, во втором для Стосур финале, Австралия проиграла Швейцарии.
С 2004 года австралийка также регулярно принимает участие в олимпийском теннисном турнире, проведя пять Олимпиад. Стосур неудачно играла на Олимпийских турнирах, максимально достигнув третьего раунда в одиночном разряде в 2016 году и четвертьфинала в парах в 2021 году.

## Выступления на турнирах
- Бывшая первая ракетка мира в парном разряде и бывшая четвёртая — в одиночном.
- Победительница 37 турниров WTA (из них 9 — в одиночном разряде).
- Восьмикратная победительница турниров Большого шлема (1 — в одиночном разряде, 4 — в паре и 3 — в миксте).
- Двукратная победительница итоговых турниров WTA в парном разряде.